# Prairie mongole et mandchoue
Localisation
La prairie mongole et mandchoue est une écorégion terrestre définie par le Fonds mondial pour la nature (WWF), qui appartient au biome des prairies, savanes et brousses tempérées de l'écozone paléarctique et qui s'étend des collines côtières du Nord-Est de la Chine jusqu'aux confins de la forêt boréale sibérienne.